# Saint-Morel
Saint-Morel é uma comuna francesa na região administrativa de Grande Leste, no departamento das Ardenas. Estende-se por uma área de 12,04 km². Em 2010 a comuna tinha 216 habitantes (densidade: 17,9 hab./km²).